# EuroHockey Club Champions Cup 1980 (Herren, Feld)
Der siebte offizielle von der European Hockey Federation ausgetragene EuroHockey Club Champions Cup der Herren im Hockey fand Pfingsten 1980 im spanischen Barcelona statt. Es nahmen zwölf Clubs aus elf Ländern teil. Gespielt wurde beim Real Club de Polo de Barcelona. Europapokalsieger wurde der englische Pokalsieger Slough HC, der sich im Endspiel gegen Vorjahressieger HC Klein Zwitserland durchsetzte. Die Länder der acht bestplatzierten Clubs qualifizierten sich für den EuroHockey Club Champions Cup 1981. Die übrigen Nationen spielten ein Jahr später in der neu eingeführten B-Division.

## Qualifikation
Ausrichter: Gea Bonomi
Gea Bonomi - Rock Gunners HC  1:1
Gea Bonomi - Subotica  1:0

## Vorrunde
Gruppe A
HC Klein Zwitserland - Racing Club de France 11:2
AHTC Wien - HC Klein Zwitserland 1:6
Racing Club de France - AHTC Wien 4:1
| Pos. | Verein                | Tore | Punkte |
| ---- | --------------------- | ---- | ------ |
| 1.   | HC Klein Zwitserland  | 17:3 | 4:0    |
| 2.   | Racing Club de France | 6:12 | 2:2    |
| 3.   | AHTC Wien             | 2:10 | 0:4    |

Gruppe B
Club Egara - Basler HC 3:0
Basler HC - Slough HC 0:4
Slough HC - Club Egara 1:1
| Pos. | Verein     | Tore | Punkte |
| ---- | ---------- | ---- | ------ |
| 1.   | Slough HC  | 5:1  | 3:1    |
| 2.   | Club Egara | 4:1  | 3:1    |
| 3.   | Basler HC  | 3:10 | 0:4    |

Gruppe C
TG Frankenthal - Rock Gunners 6:0
Rock Gunners - Royal Léopold Club 2:5
Royal Léopold Club - TG Frankenthal 1:2
| Pos. | Verein             | Tore | Punkte |
| ---- | ------------------ | ---- | ------ |
| 1.   | TG Frankenthal     | 8:1  | 4:0    |
| 2.   | Royal Léopold Club | 6:4  | 2:2    |
| 3.   | Rock Gunners       | 2:11 | 0:4    |

Gruppe D
Real Club de Polo - Edinburgh HC 5:1
Edinburgh HC - Dinamo Alma-Ata 0:4
Dinamo Alma-Ata - Real Club de Polo 0:0
| Pos. | Verein                 | Tore | Punkte |
| ---- | ---------------------- | ---- | ------ |
| 1.   | Club de Polo Barcelona | 5:1  | 3:1    |
| 2.   | Dinamo Alma-Ata        | 4:0  | 3:1    |
| 3.   | Edinburgh HC           | 1:9  | 0:4    |

## Platzierungsspiele
Rock Gunners - AHTC Wien 2:0
Edinburgh HC - Basler HC 2:0
Spiel um Platz 11
AHTC Wien - Basler HC 4:1
Spiel um Platz 9
Edinburgh HC - Rock Gunners 3:2

Dinamo Alma-Ata - Club Egara 3:1
Racing Club de France - Royal Léopold Club 3:2
Spiel um Platz 7
Club Egara - Royal Léopold Club 3:2 n. V.
Spiel um Platz 5
Racing Club de France - Dinamo Alma Ata 2:1 n. V.

Halbfinale
HC Kleinzwitserland - TG Frankenthal 5:1
Slough HC - Real Club de Polo de Barcelona 2:0
Spiel um Platz 3
Real Club de Polo de Barcelona - TG Frankenthal 1:0
Finale
Slough HC - HC Klein Zwitserland 1:0